# Brot und Spiele (Lenz)
Brot und Spiele ist ein 1959 erschienener Roman von Siegfried Lenz.

## Handlung
Ein letztes Mal ist der alternde 10.000-Meter Läufer Bert Buchner zur Europameisterschaft angetreten und tritt chancenlos gegen eine hoch überlegene Konkurrenz an. Auf der Tribüne verfolgt ein Zeitungsreporter, der Erzähler als Berts ehemals bester Freund, den Lauf und dabei kommen Erinnerungen an Bert Buchners Karriere, seinen Aufstieg und Niedergang und an ihre ehemalige Freundschaft hoch, die in Rückblenden erzählt werden.
Ihre erste Begegnung fand in englischer Kriegsgefangenschaft statt, allerdings wurden sie durch Berts Flucht getrennt. Jahre später wird Berts Talent in einem armen Hafensportverein entdeckt. Nach den ersten gewonnenen Rennen und dem damit verbundenen sozialen Aufstieg gibt Bert den Plan auf, zu studieren und widmet sich ganz dem Sport.
Er verlässt bald sein neu gewonnenes Umfeld, den Hafensportverein, um einem reicheren Verein beizutreten, wo er in die oberen Schichten der Gesellschaft Eingang findet und zum Geschäftsführer des vereinseigenen Sportartikelladens ernannt wird. Durch eine Wettkampfreise in die USA erlangt er internationale Berühmtheit. Jedoch sorgt Bert auch für Unruhe im Verein, indem er einen Streit mit dem Vorstand und mit Mitgliedern, die im Verein noch angesehener sind, provoziert. Es tauchen Bilanzungenauigkeiten im von Bert geführten Laden auf und Bert wird als Geschäftsführer entlassen. Der Erzähler ist ebenfalls besorgt, denn er findet heraus, dass Bert viel Geld in Kasinos verprasst und Geld unterschlagen hat, um Spielschulden zu bezahlen.
Der Verein plant deswegen, Bert zu entlassen, aber Bert gilt als absoluter Favorit für die nächsten Olympischen Spiele, daher darf Bert bleiben. Bert verletzt sich kurz vor den Olympischen Spielen und kann nicht teilnehmen. Er ist am Boden zerstört. An Berts Stelle tritt Dohrn, sein Vereinskollege an, der zwar sehr viel schlechter läuft als Bert, aber dennoch im Verein wie ein Held gefeiert wird. Bert wird vollkommen ignoriert und er verbittert darob.
Als er endlich wieder an einem Lauf teilnehmen kann, tritt er Dohrn aus Neid mit seinen Spikes an den Schuhen in die Ferse, so dass dieser nie mehr laufen kann. Der Erzähler ist der einzige, der bemerkt, dass dies kein Unfall war und beendet die Freundschaft zu Bert. Somit steht Bert vollkommen ohne echte Freunde da.
Bert will den Verein wechseln, aber die Vereinsmitglieder in seinem Verein intrigieren gegen ihn, so dass Bert am Ende ohne Verein und vollkommen ohne Freunde dasteht.
Bei seinem letzten Lauf, den der Erzähler Jahre später von der Tribüne beobachtet, rennt Bert von Anfang an, entgegen jeder Vernunft, an die Spitze, hält den Vorsprung bis in die letzte Runde und bricht am Ende wenige Meter vor dem Ziel in Führung liegend vor Erschöpfung zusammen.

## Sprachliche Besonderheiten
Bemerkenswert ist der Schreibstil, denn Siegfried Lenz schreibt über hundert Seiten in einem einzigen Abschnitt ohne Absatz. Ebenfalls verwendet er eine sehr assoziative Sprache, er wechselt unvermittelt zwischen der Beschreibung des Laufes und Rückblenden aus der Vergangenheit hin und her und schreibt oft nur in Stichwörtern und Ellipsen. Dadurch verdeutlicht er die Spannung, die während der gesamten Rahmenhandlung, dem 10.000-Meter-Rennen, herrscht und schafft eine enge thematische Verbindung zwischen der noch offenen Gegenwart und der Vergangenheit, die zwar schon geschehen ist, jedoch ebenfalls erst im Verlauf des Buches, parallel zur Gegenwart aufgedeckt wird.

## Deutung
Ein großer thematischer Aspekt dieses Werkes ist das absolute Scheitern eines Menschen. Bert Buchner setzt alles auf eine Karte, indem er sich voll und ganz dem Leistungssport widmet und verliert am Ende sowohl seine Freunde als auch die Aussicht auf eine berufliche Zukunft, da er die Chance zum Studieren nicht wahrgenommen hat.
Insbesondere in der DDR wurde der Roman oft als Parabel auf die Unmenschlichkeit der modernen Gesellschaft in der Nachkriegszeit, vor allem in der Bundesrepublik Deutschland, interpretiert.